# Mordecai Richler
Mordecai Richler (27. ledna 1931 Montréal – 3. července 2001 Montréal) byl kanadský spisovatel židovského původu. Ve většině svých próz se Richler vrací do rodného židovského ghetta v Montréalu. Život jeho hrdinů je zobrazován se značnou ironií a sarkasmem. Richler byl znám též jako odpůrce québeckého separatismu a obhájce celistvosti Kanady.

## Život
Dětství prožil v chudé židovské čtvrti Mile End v Montréalu, v okolí ulice St. Urbain, které se později stalo kulisou řady jeho románů. Vyrůstal ve velmi ortodoxním judaistickém prostředí a měl se stát rabínem (jeho dědeček byl rabínem v Polsku a později i v Kanadě, kam emigroval v roce 1913), ale nakonec s tímto prostředím přeťal vazby a začal studovat anglickou literaturu na Sir George Williams College (nyní Concordia University). Studium však nedokončil a odjel v devatenácti letech do Paříže na zkušenou, v roce 1954 pak přesídlil do Londýna. V Londýně vydal i své první prózy, konkrétně v roce 1954 román Akrobaté (The Acrobats), který se svou modernistickou experimentálností dosti odlišuje od jeho pozdějších, přímočarých próz. V Evropě si také uvědomil, že vazby, které přeťal s židovským ghettem, jsou v jistém smyslu nepřerušitelné, a toto vědomí se stalo inspiračním zdrojem jeho tvorby. Dva další romány, napsané stále ještě v Evropě, byly již silně autobiografické a montréalské, ba „st.urbainovské“: Syn menšího hrdiny (Son of a Smaller Hero, 1957), a Učňovská léta Duddyho Kravitze (The Apprenticeship of Duddy Kravitz, 1959). Změnil také styl, namísto experimentálního textu nastoupil silně satirický, sarkastický a ironický pohled na skutečnost. (V roce 1974 byl román zfilmován kanadským režisérem Tedem Kotcheffem). „Duddy Kravitz“ už zaznamenal i značný úspěch u kritiky. Richler se poté vrátil do Kanady a začal se živit jako novinář. Vydal dvě kratší satiry Nedostižný Atuk (The Incomparable Atuk, 1963) a Nabeton (Cocksure, 1968), přičemž za tu druhou, která si brala na paškál zábavní a filmový průmysl, získal cenu generálního guvernéra, nejprestižnější kanadské literární ocenění. Stejné ocenění se dostalo i dalšímu románu Jezdec z Ulice sv. Urbana (St. Urbain’s Horseman, 1971), kde se vrátil do montréalského židovského ghetta a stvořil komicky-tragického neurotického hrdinu, který cítí vinu za to, že netrpí jako jiní Židé v minulosti a žije se mu celkem dobře. Na výtky, že jeho tvorba se utopila v lokálnosti, reagoval autor slovy: „Jsem přesvědčen, že koneckonců každý spisovatel je provinční, a to v tom smyslu, že je odkázán na náměty, které zná z bezprostřední zkušenosti. Jsem Kanaďan, jsem Žid, a píšu o tom, jaké je být obojím zároveň.“ Podobného hrdinu má tak i další román Byl tu Šalomoun Gursky (Solomon Gursky Was Here, 1989), ovšem struktura románu je již složitější a obohacená o mnoho témat z kanadské historie. V té době již Richler žil znovu v rodném Montréalu (od 1972), což ale vyvolalo i jisté napětí, neboť se stal příslušníkem anglofonní menšiny ve frankofonním prostředí. Zapojil se do debat o osamostatnění Québecu jakožto vášnivý obhájce celistvosti Kanady. Toto přesvědčení shrnul například v esejistické knize Ó Kanada, ó Quebec: Requiem pro rozdělenou zemi (Oh Canada, Oh Quebec: Requiem for a Divided Country, 1992), která mu mezi quebéckými nacionalisty udělala mnoho nepřátel. Jeden z politiků Bloc Québécois ji dokonce přirovnal k Hitlerově Mein Kampfu. V roce 1997 vydal svůj poslední román Barneyho verze (Barney's Version, 1997), který bývá označován za autorův „nejpostmodernější“, neboť je v něm zkoumáno téma křehkosti reality a množství interpretací jedné skutečnosti.